# Fitzmaurice Point
Fitzmaurice Point är en udde i Australien. Den ligger i delstaten Queensland, omkring 1 700 kilometer nordväst om delstatshuvudstaden Brisbane.
Trakten runt Fitzmaurice Point är nära nog obefolkad, med mindre än två invånare per kvadratkilometer.. Det finns inga samhällen i närheten.
Savannklimat råder i trakten. Genomsnittlig årsnederbörd är 907 millimeter. Den regnigaste månaden är februari, med i genomsnitt 256 mm nederbörd, och den torraste är augusti, med 1 mm nederbörd.